# Islandia en el Festival de la Canción de Eurovisión 1989
Islandia participó en el Festival de la Canción de Eurovisión 1989 en Lausana, Suiza, con la canción «Það sem enginn sér», interpretada por Daníel Ágúst Haraldsson, compuesta y escrita por Valgeir Guðjónsson. El representante islandés fue escogido por medio del Söngvakeppni Sjónvarpsstöðva 1989, organizado por la RÚV. Islandia obtuvo el 22.º puesto el 06 de mayo de 1989.

## Antes de Eurovisión
Islandia seleccionó a sus representantes mediante su final nacional, el Söngvakeppnin, conocido ese año como Söngvakeppni Sjónvarpsstöðva.

### Söngvakeppni Sjónvarpsstöðva 1989
El Söngvakeppni Sjónvarpsstöðva 1989 fue el formato de final nacional desarrollado por la RÚV para seleccionar la representación de Islandia en el Festival de la Canción de Eurovisión 1989. El presentador fue el músico Jónas R. Jónsson.

#### Formato
Cinco canciones compitieron en el Söngvakeppni Sjónvarpsstöðva 1989. La canción ganadora fue elegida tras la realización de una única gala, el jueves 30 de marzo de 1989; siendo esta determinada por ocho jurados regionales.

#### Participantes
El vocalista principal del grupo Bítlavinafélagið era Eyjólfur Kristjánsson. Uno de los miembros de Mannakorn era Pálmi Gunnarsson, representante islandés de 1986 como parte del trío ICY.
| Artista                            | Canción (Traducción)                        | Compositores Música (m) y Letra (l)              |
| ---------------------------------- | ------------------------------------------- | ------------------------------------------------ |
| Daníel Ágúst Haraldsson            | Það sem enginn sér (Lo que nadie ve)        | - Valgeir Guðjónsson (m/l)                       |
| Jóhanna Linnet                     | Þú leiddir mig í ljós (Me guiaste a la luz) | - Sverrir Stormsker (m/l)                        |
| Ellen Kristjánsdóttir & Mannakorn  | Línudans (Danza en línea)                   | - Magnús Eiríksson (m/l)                         |
| Björgvin Halldórsson & Katla María | Sóley (Botón de oro)                        | - Gunnar Þórðarson (m) - Toby Herman (l)         |
| Bítlavinafélagið                   | Alpatwist (El twist de los Alpes)           | - Geirmundur Valtýsson (m) - Hjálmar Jónsson (l) |

### Final
La selección la ganó Daníel Ágúst Haraldsson. Por lo tanto, se le permitió representar a Islandia en el Festival de la Canción de Eurovisión de ese año, con su canción «Það sem enginn sér».
| Final (30 de marzo de 1989) | Final (30 de marzo de 1989)        | Final (30 de marzo de 1989) | Final (30 de marzo de 1989) | Final (30 de marzo de 1989) |
| #                           | Artista                            | Canción                     | Puntos                      | Puesto                      |
| --------------------------- | ---------------------------------- | --------------------------- | --------------------------- | --------------------------- |
| 1                           | Daníel Ágúst Haraldsson            | Það sem enginn sér          | 66                          | 1                           |
| 2                           | Jóhanna Linnet                     | Þú leiddir mig í ljós       | 30                          | 5                           |
| 3                           | Ellen Kristjánsdóttir & Mannakorn  | Línudans                    | 58                          | 2                           |
| 4                           | Björgvin Halldórsson & Katla María | Sóley                       | 44                          | 4                           |
| 5                           | Bítlavinafélagið                   | Alpatwist                   | 58                          | 2                           |

| Votos detallados de Jurados Regionales | Votos detallados de Jurados Regionales | Votos detallados de Jurados Regionales | Votos detallados de Jurados Regionales | Votos detallados de Jurados Regionales | Votos detallados de Jurados Regionales | Votos detallados de Jurados Regionales | Votos detallados de Jurados Regionales | Votos detallados de Jurados Regionales | Votos detallados de Jurados Regionales |
| Canción                                | Borgarnes                              | Ísafjörður                             | Sauðárkrókur                           | Akureyri                               | Egilsstaðir                            | Hvolsvöllur                            | Hafnarfjörður                          | Reykjavík                              | Puntos                                 |
| -------------------------------------- | -------------------------------------- | -------------------------------------- | -------------------------------------- | -------------------------------------- | -------------------------------------- | -------------------------------------- | -------------------------------------- | -------------------------------------- | -------------------------------------- |
| Það sem enginn sér                     | 12                                     | 4                                      | 6                                      | 6                                      | 12                                     | 6                                      | 8                                      | 12                                     | 66                                     |
| Þú leiddir mig í ljós                  | 2                                      | 2                                      | 2                                      | 8                                      | 4                                      | 4                                      | 2                                      | 6                                      | 30                                     |
| Línudans                               | 8                                      | 6                                      | 4                                      | 12                                     | 8                                      | 12                                     | 6                                      | 2                                      | 58                                     |
| Sóley                                  | 4                                      | 8                                      | 8                                      | 2                                      | 2                                      | 8                                      | 4                                      | 8                                      | 44                                     |
| Alpatwist                              | 6                                      | 12                                     | 12                                     | 4                                      | 6                                      | 2                                      | 12                                     | 4                                      | 58                                     |

## En Eurovisión
En el Festival de la Canción de Eurovisión, Islandia tuvo que actuar en el puesto 20, después de Grecia y antes de Alemania. Al final de las votaciones resultó que Haraldsson había terminado en el puesto 22 y último lugar con 0 puntos. Es la única entrada islandesa hasta la fecha que no recibió ningún punto.

### Puntos otorgados a Islandia
| Final     | Final     | Final    | Final    | Final    |
| 12 puntos | 10 puntos | 8 puntos | 7 puntos | 6 puntos |
| --------- | --------- | -------- | -------- | -------- |
|           |           |          |          |          |
| 5 puntos  | 4 puntos  | 3 puntos | 2 puntos | 1 punto  |
|           |           |          |          |          |

### Puntos otorgados por Islandia
| Final     | Final      |
| --------- | ---------- |
| 12 puntos | Chipre     |
| 10 puntos | Dinamarca  |
| 8 puntos  | Austria    |
| 7 puntos  | Suiza      |
| 6 puntos  | Yugoslavia |
| 5 puntos  | Israel     |
| 4 puntos  | Grecia     |
| 3 puntos  | Alemania   |
| 2 puntos  | Suecia     |
| 1 punto   | Bélgica    |